# Schenkendöbern
Schenkendöbern (in lusaziano inferiore Derbno) è un comune di 3 494 abitanti del Brandeburgo, in Germania.

Appartiene al circondario della Sprea-Neiße.

## Storia
Nel 2003 venne aggregato al comune di Schenkendöbern il soppresso comune di Gastrose-Kerkwitz.

## Società

### Evoluzione demografica
- Sviluppo della popolazione dal 1875 entro gli attuali confini (Linea Blu: Popolazione; Linea puntata: Confronto dello sviluppo della popolazione dello stato del Brandenburgo; Sfondo grigio: Ai tempi del governo nazista; Sfondo rosso: Al tempo del governo comunista)
- Sviluppo recente della popolazione (Linea blu) e previsioni

| Anno | Abitanti |
| ---- | -------- |
| 1875 | 4 674    |
| 1890 | 4 259    |
| 1910 | 4 286    |
| 1925 | 4 459    |
| 1939 | 4 314    |
| 1950 | 6 484    |
| 1964 | 5 225    |

| Anno | Abitanti |
| ---- | -------- |
| 1971 | 4 791    |
| 1981 | 4 170    |
| 1985 | 4 037    |
| 1990 | 3 904    |
| 1995 | 4 120    |
| 2000 | 4 545    |
| 2005 | 4 264    |

| Anno | Abitanti |
| ---- | -------- |
| 2010 | 3 942    |
| 2015 | 3 662    |
| 2016 | 3 613    |
| 2017 | 3 613    |
| 2018 | 3 599    |
| 2019 | 3 572    |
| 2020 | 3 543    |

Fonti dei dati sono nel dettaglio nelle Wikimedia Commons..

## Geografia antropica

### Suddivisioni amministrative
Il territorio comunale si divide in 16 zone (Ortsteil), corrispondenti al centro abitato di Schenkendöbern e a 15 frazioni:
- Schenkendöbern (centro abitato), con la località:
  - Wilschwitz
- Atterwasch
- Bärenklau
- Grabko
- Grano
- Groß Drewitz
- Groß Gastrose, con la località:
  - Klein Gastrose
- Kerkwitz
- Krayne
- Lauschütz
- Lübbinchen
- Pinnow
- Reicherskreuz
- Sembten
- Staakow
- Taubendorf, con la località:
  - Albertinenaue